# JokA

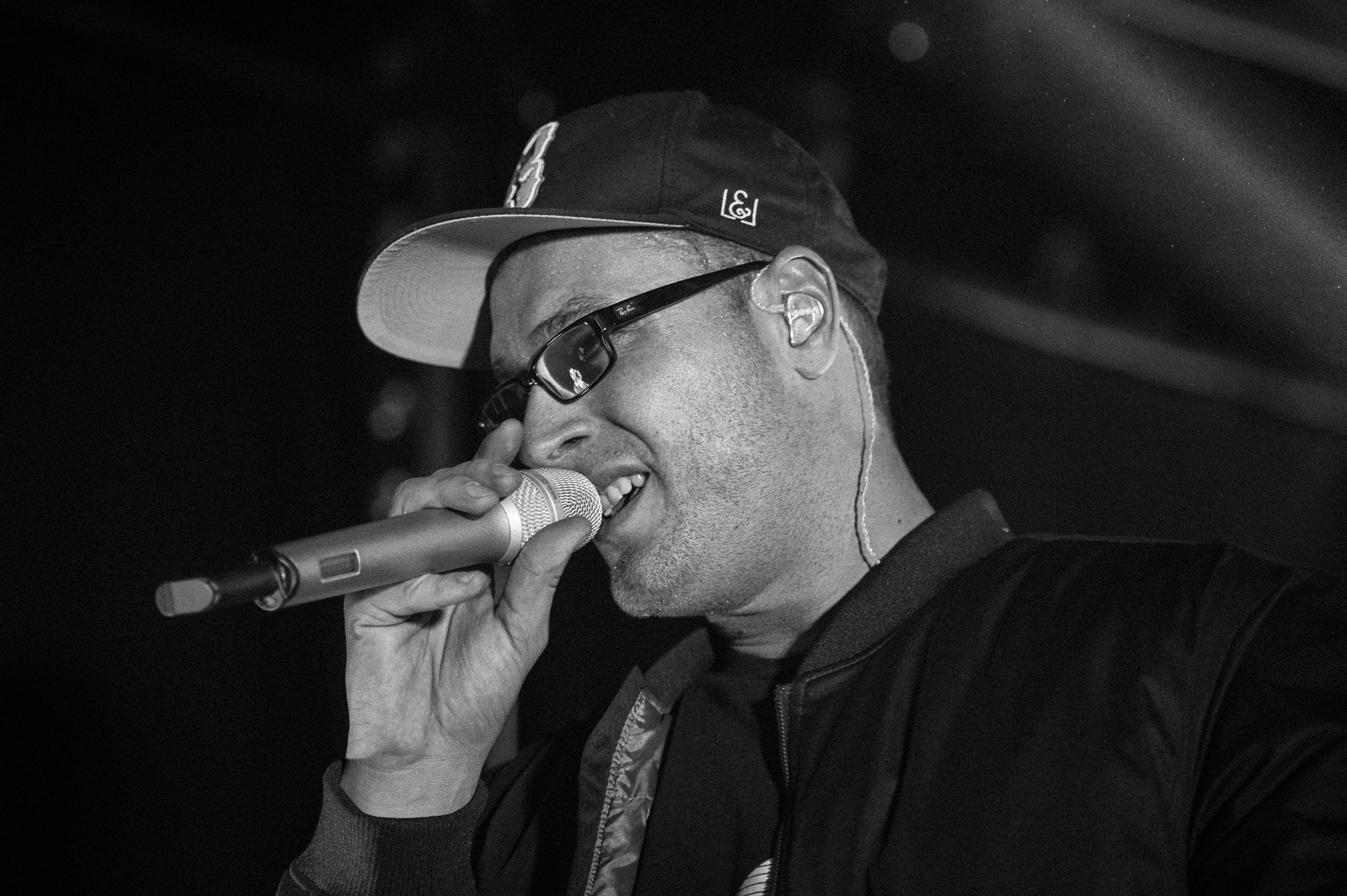
JokA (2016)

JokA (* 5. September 1985 in Bremen, bürgerlich Jochen Burchard) ist ein deutscher Rapper aus Bremen-Findorff. Er stand lange Zeit beim Berliner Label I Luv Money Records unter Vertrag, wechselte 2015 aber zum Label distri.

## Biografie
JokA wuchs mit seinen beiden Schwestern bei seinen Eltern in Bremen-Findorff auf. Im Alter von zehn Jahren kam er in einem Jugendzentrum das erste Mal mit Hip-Hop in Kontakt. Er begann, auf Jams zu freestylen. Gemeinsam mit seinem Freestyle-Partner Friday verschaffte er sich so schnell einen Namen in der Bremer Hip-Hop-Szene. 2000, mit 15 Jahren, lernte JokA den Rapper Baba Saad kennen. Gemeinsam nahmen sie einige Songs auf, was JokA dazu animierte, auch eigene Songs zu schreiben. Diese nahm er im B4K Studio in Bremen auf. 2005 veröffentlichte er die Solo-EP Sturzflug als Gratis-Download. Ein Jahr darauf machte sich JokA durch den Song Um uns herum auf Saads Debütalbum Das Leben ist Saad bekannt, welcher innerhalb der Szene auf großen Anklang stieß.
Kurze Zeit darauf kam JokA beim Berliner Label I Luv Money Records von King Orgasmus One unter Vertrag. Nach erfolgreicher Abiturprüfung 2006 sammelte JokA als Back-Up-Rapper von Silla auch Erfahrungen auf der Bühne. Zudem veröffentlichte er einige Freetracks im Internet. In diesem Zeitraum begannen seine Arbeiten an seinem Debütalbum. Dieses erschien schließlich am 27. Juni 2008 und trug den Namen Gehirnwäsche. Darauf befanden sich Gastbeiträge von Eko Fresh, Silla, Bass Sultan Hengzt, Essez und King Orgasmus One. Anschließend war JokA auf einigen Tonträgern anderer Künstler zu hören. So war er unter anderem auf Saadcore von Saad, Einzelkind von MontanaMax, Zahltag von Bass Sultan Hengzt und den Samplern Orgi Pörnchen 4 und Orgi Pörnchen 5 von King Orgasmus One vertreten.
Am 8. Oktober 2010 veröffentlichte JokA sein zweites Soloalbum JokAmusic. Darauf waren Gastbeiträge von Saad, Chakuza, Farid Bang, King Orgasmus One, Summer Cem, Silla, MoTrip, Nazar und RAF Camora zu hören. Dazu erschienen drei Videos zu den Songs Immer dann, Feuer und Hart drauf. 
JokAs drittes Studioalbum Augenzeuge erschien am 4. September 2015 über seine neue Labelheimat distri. Im Vorfeld wurden dazu Videos zum Titelsong Augenzeuge, zu Moin Moin und zu Polaroid veröffentlicht. Mit dem Album erreichte JokA Rang 22 der deutschen Charts, was für ihn die erste Chartplatzierung darstellt.

## Diskografie

### Alben
- 2008: Gehirnwäsche
- 2010: JokAmusic
- 2015: Augenzeuge

### EPs
- 2005: Sturzflug (zum kostenlosen Download)
- 2015: Polaroid EP (nur in der Limited-Edition des Albums Augenzeuge enthalten)

### Singles
- 2011: Wunder gibt es immer wieder (feat. Katja Ebstein)
- 2012: Theorie & Praxis (Bushido feat. JokA) (Verkäufe: + 150.000; DE: Gold)
- 2013: Heute und Gestern (feat. Koolhy)
- 2015: Augenzeuge
- 2015: Moin Moin
- 2016: Wie ein Mann (Prachtkerle Remix) (Pedaz feat. MoTrip, Silla, JokA, RAF Camora, Sinan-G, Joshi Mizu, Blut & Kasse & Sido)
- 2019: Mein Herz schlägt (feat. MontanaMax & Shiml)

### Freetracks
- 2006: Gib mir ein Zeichen (feat. Saad)
- 2006: Bad Boyz (feat. Essez & Berger)
- 2007: Was jetzt? (feat. Essez)
- 2007: Guck mich nicht an (feat. Essez)
- 2008: 6 Meter 90 (feat. Eko Fresh)
- 2008: Was ihr auch versucht (feat. MontanaMax)
- 2008: Lass mich los (feat. RAF Camora)
- 2008: Alarmstufe Rot (feat. Silla)
- 2009: Glühbirne (feat. MoTrip & Silla)
- 2010: Doppeltes Risiko (feat. MoTrip)

## Auszeichnungen für Musikverkäufe
Anmerkung: Auszeichnungen in Ländern aus den Charttabellen bzw. Chartboxen sind in ebendiesen zu finden.
| Land/RegionAuszeichnungen für Musikverkäufe (Land/Region, Auszeichnungen, Verkäufe, Quellen) | Gold  | Platin | Verkäufe | Quellen           |
| -------------------------------------------------------------------------------------------- | ----- | ------ | -------- | ----------------- |
| Deutschland (BVMI)                                                                           | Gold1 | —      | 150.000  | musikindustrie.de |
| Insgesamt                                                                                    | Gold1 | —      |          |                   |